# Campeonato Cearense 1940
In 1940 werd het 26ste Campeonato Cearense gespeeld voor clubs uit Braziliaanse staat Ceará. De competitie werd georganiseerd door de ADC en werd gespeeld van 5 mei 1940 tot 2 februari 1941. Tramways werd kampioen.

## Eerste toernooi
| Plaats | Club       | Wed. | W | G | V | Saldo | Ptn. |
| ------ | ---------- | ---- | - | - | - | ----- | ---- |
| 1.     | Tramways   | 6    | 4 | 1 | 1 | 15:8  | 9    |
| 2.     | Fortaleza  | 6    | 3 | 2 | 1 | 20:9  | 8    |
| 3.     | Ferroviáro | 6    | 3 | 1 | 2 | 19:12 | 7    |
| 4.     | América    | 6    | 3 | 1 | 2 | 19:20 | 7    |
| 5.     | Ceará      | 6    | 2 | 1 | 3 | 10:10 | 5    |
| 6.     | Maguari    | 6    | 2 | 0 | 4 | 10:15 | 4    |
| 7.     | Peñarol    | 6    | 1 | 0 | 5 | 9:28  | 2    |

|  | Uitgeschakeld voor het tweede toernooi |

## Tweede toernooi
| Plaats | Club       | Wed. | W | G | V | Saldo | Ptn. |
| ------ | ---------- | ---- | - | - | - | ----- | ---- |
| 1.     | Tramways   | 9    | 8 | 1 | 0 | 27:9  | 17   |
| 2.     | Ceará      | 9    | 5 | 1 | 3 | 37:16 | 11   |
| 3.     | Ferroviáro | 9    | 4 | 2 | 3 | 26:29 | 10   |
| 4.     | Maguari    | 8    | 3 | 2 | 3 | 22:18 | 8    |
| 5.     | América    | 9    | 1 | 2 | 6 | 15:42 | 4    |
| 6.     | Fortaleza  | 8    | 0 | 2 | 6 | 16:29 | 2    |

|  | Kampioen |

### Kampioen
| Campeonato Cearense de 1940  |
| Ceará                        |
| ---------------------------- |
| TRAMWAYS Kampioen (1° titel) |